# Thaisella
Thaisella is een geslacht van weekdieren uit de klasse van de Gastropoda (slakken).

## Soorten
- Thaisella callifera (Lamarck, 1822)
- Thaisella chocolata (Duclos, 1832)
- Thaisella coronata (Lamarck, 1816)
- Thaisella forbesii (Dunker, 1853)
- Thaisella kiosquiformis (Duclos, 1832)
- Thaisella mariae (Morretes, 1954)